# وردان یکم

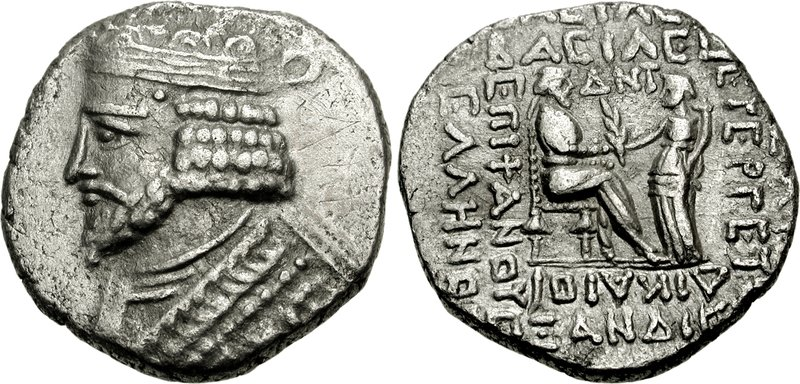
سکه‌ای از وردان یکم (ضرب سلوکیه)

وَردان یا بردان (اشک نوزدهم) نوزدهمین شاه ایران از خاندان اشکانی بود. او پسر اردوان دوم بود و پس از مرگ او بین وردان و برادرش اردوان (احتمالاً بزرگترین پسر اردوان دوم) نبرد برای رسیدن به شاهی درگرفت. وردان بر برادر خود چیره شد ولی پیش از رسیدن به پایتخت به دست گودرز دوم که رقیب او بود، دستگیر شد. گودرز مصلحت دید که با وردان آشتی کند و چنین نیز کرد و خود بر تخت شاهی نشست. برخی منابع تاریخی بر این باورند که گودرز وردان را کشت و سپس به شاهی رسید.
واردان اول از سال 40 تا 46 پس از میلاد پادشاه امپراتوری اشکانی بود. او وارث ظاهری پدرش اردوان دوم (40-12) بود، اما مجبور بود به طور مداوم با برادرش گودرز دوم، مدعی رقیب تاج و تخت مبارزه کند. سلطنت کوتاه وردان با ترور او در حین شکار به تحریک یک گروه از اشراف اشکانی به پایان رسید.

## نام
«وردان» (همچنین بردان نوشته می‌شود) تأیید شده لاتین نام ایرانی میانه Wardān به معنای «رز» است. این نام در یونانی به صورت Ordanes Ὀρδάνης و Ordones Ὀρδώνης و در هاتران آرامی به صورت wrdn ترجمه شده است.[1]

## زندگی نامه
در حدود 40 پس از میلاد، پدر وردان و پادشاه اشکانی، اردوان دوم (r. 12-40) درگذشت و قلمرو خود را به ووردان سپرد.[2] با این حال، تاج و تخت توسط گودرز دوم، پسرخوانده اردوان دوم، تصرف شد.[2][3] گودرز یکی دیگر از برادرانش به نام اردوان را به همراه همسر و فرزندش اندکی بعد اعدام کردند.[2] به سرعت اعتراضاتی علیه این اقدام بوجود آمد، با درخواست رسیدگی به وردان فرستاده شد، وردان با طی نمودن 375 میال ظرف دو روز خود را به سرعت به گودرز رسانید و با غافلگیری او را شکست داد.[2][4] وردان توسط فرمانداران ایالات همجوار اشکانی حمایت می شد و به سرعت کنترل بیشتر قلمرو اشکانی را به دست آورد.[2][4]
شهر سلوکیه بین النهرین که از سال 35 پس از میلاد در شورش و آشوب بود، حکومت وردان را نپذیرفت و از طرف وی مورد محاصره قرار گرفت.[2][6] با این حال، محاصره طولانی سلوکیه منجر شد که گودرز دست برتر را در درگیری به دست آورد،این محاصره به او اجازه داد تا نیروی جدیدی را جمع کند و وردان را مجبور به فرار به باختر نماید[2][7] مجسمه نیم تنه معاصر یک پادشاه اشکانی در دربار باستانی یوئه ژی ها (کوشان های اولیه) در خلچایان، باختر، کشف شد، که نشان می دهد که این مجسمه ممکن است نمایانگر وردان باشد که به دنبال پناهندگی، و احتمالاً اتحاد، در دربار یوئژی است.[5]
در همان زمان، ارمنستان دچار آشفتگی شد، زمانی که پادشاه اشکانی آن، ارد، برادر واردانس، توسط امپراتور روم کلودیوس (41-54)، که شاهزاده فرنوازیدی مهرداد را به جای او منصوب کرد، برکنار شد.[8]
درست قبل از اینکه وردان و گودرز در نبرد با هم درگیر شوند، پس از اینکه گودرز، وردان را از توطئه ای که توسط یک گروه برجسته علیه آنها طراحی شده بود آگاه نمود، توافقی بین آندو حاصل شد. طبق قرارداد وردان حکومت خود را حفظ کرد، و گودرز فرمانروای هیرکانی شد.[8][9] در ژوئن 42، وردان سلوکیه را مجبور کرد که پس از یک شورش هفت ساله دوباره تسلیم اشکانیان شود.[10] او استقلال شهر را به میزان قابل توجهی کاهش داد و امتیاز ضرب سکه های خود را از آن سلب کرد.[6] تقریباً در همان زمان، آپولونیوس فیلسوف یونانی اهل تیانا از دربار وردان بازدید کرد که هنگام سفر به قلمرو هند و اشکانی، کاروانی از او محافظت کرد. هنگامی که آپولونیوس به تاکسیلا پایتخت هند و پارت رسید، رهبر کاروان او نامه رسمی وردان را که احتمالاً به زبان اشکانی نوشته شده بود، به یکی از مقامات هندی که با آپولونیوس با مهمان نوازی فراوان رفتار کرد، خواند.[11]
وردان که از پیروزی های اخیر خود دلگرم شده بود، آماده حمله به ارمنستان و تسخیر مجدد آن شد، اما در نهایت به دلیل تهدیدات نظامی از سوی فرماندار رومی سوریه، گایوس ویبیوس مارسوس، و درگیری مجدد با گودرز، که به توافق آنها پایان داد، برنامه های خود را رها کرد. 7] وردان گودرز را در اریندس، رودخانه ای واقع در مرز ماد و هیرکانی شکست داد. سپس به فتح استان های باقی مانده اشکانی پرداخت و تا آریا رسید.[8] در حدود 46 میلادی او در حین شکار به تحریک گروهی از اشراف اشکانی که می ترسیدند وضعیت آنها به خطر بیفتد، ترور شد.[7][12]